# Premna foetida
Premna foetida là một loài thực vật có hoa trong họ Hoa môi. Loài này được Reinw. ex Blume miêu tả khoa học đầu tiên năm 1826.